# María Almudéver
María García Almudéver (Alcácer, Valencia, 1977) es una actriz española.

## Biografía
Inició sus estudios de Arte Dramático en 1995 en la Escuela del Actor de su ciudad natal, llegando a licenciarse en 1998. Pese a proceder de esta reputada cantera de actores no cesó ahí su aprendizaje sino que lo continuó, en años siguientes, con su presencia en numerosos cursos sobre interpretación entre Valencia y Barcelona, aprendiendo de destacados nombres de la escena como María Ruiz, Carles Alberola o Ramon Fontserè; además de acrecentar su currículo con actuaciones teatrales de calle, zancos y música de la mano del Teatre de l’ Ull, a la vez que desempeñaba diversos empleos, desde colocar focos a labores de costura. Sin olvidar que posee una sólida formación como bailarina de danza contemporánea y jazz.
Su debut en la pequeña pantalla, tal y como aparece en su currículo, es en 1997 en la telenovela A flor de pell, de la cadena autonómica valenciana Canal 9. Por su parte, el salto a la televisión nacional lo dio en la serie Policías, donde colaboró en 5 capítulos interpretando a una chica pakistaní a la que su familia concerta un matrimonio en su país. A estas primeras incursiones sucedieron las del biopic, basado en la figura del poeta valenciano, Ausiàs March (2002), junto con Eusebio Poncela, Cristina Plazas, Daniel Guzmán y Miguel Hermoso Arnao; el telefilm Las palabras de Vero (2005), sobre la integración de las personas con síndrome de Down, en compañía de Pilar Andrés y Sílvia Munt; y la versión para la pequeña pantalla de la novela de Vicente Blasco Ibáñez, Arroz y tartana (2003), coproducida por Televisión Española, y protagonizada por Carmen Maura, José Sancho y Eloy Azorín. Por su rol como «Tonica» en esta última fue distinguida con el Premi Tirant a la Mejor Actriz Secundaria de ese año.
A pesar de no ser el primero, ese trabajo fue su comienzo para convertirse en un rostro conocido de la televisión nacional, hasta llegar a su participación en la exitosa serie Aquí no hay quien viva (2004–2005). En ésta interpretó al personaje fijo «Rosa», una joven, bella y segura de sí misma abogada, novia del encarnado por Eva Isanta, «Bea», quehacer este que gozó del favor de la crítica. Indicar, a título anecdótico, que María Almudéver se presentó a las pruebas para el papel de «Bea» y que, debido a la grata impresión causada a la directora de reparto, Elena Arnao, cuando surgió «Rosa» fue llamada directamente para personificarla. A esta serie le siguen otras como: Génesis, en la mente del asesino (Cuatro), Quart basada en La piel del tambor de Arturo Pérez-Reverte, para Antena 3; 700 euros, que tras haber pospuesto su estreno en diferentes ocasiones, Antena 3 lanza en el verano de 2008; Socarrats (veranos de 2007 y 2008) o Per Nadal, torrons! (2007), series de skechts en clave de humor, ambas para Canal 9. Su último trabajo para esta cadena es Comida para gatos (2008), telefilme dirigido por Carlos Pastor.
Por otra parte, en el ámbito teatral debuta con Joan, el Cendrós, dirigida por Carles Alberola con la compañía Albena Teatre (1999), con quien vuelve a colaborar en la obra Paraules en Penombra (2001), de Gonzalo Suárez, y con la que tiene la oportunidad de actuar en lugares como el Teatro de La Abadía de Madrid o el Mercado de las Flores de Barcelona. También una parte importante de su trayectoria interpretativa está ligada a la compañía Teatre de L'Ull, con la que ha colaborado en los montajes Foc i Canya (1998), La balada de les bèsties (1999) y Ritmo & Fuego (2000), además de ser esta compañía coproductora de los espectáculos de Krisis Teatro-Danza. Otras de las obras teatrales en las que ha participado son: A ras de cielo, de Juan Luis Mira, obra finalista del Premio Nacional de Literatura Dramática en 2003, dirigida por Rafa Calatayud para Jácara Teatro; Els temps i els Conway, de J. B. Priestley, dirigida por Joan Peris para Cía. Micalet (2004); o Aurora De Gollada, dirigida por Josep Manel Casany para Krisis Teatro-Danza.
Así mismo en 2005 funda, junto con Cristina Fernández, Yessica Pons y Geles Alonso su propia compañía teatral, Krisis Teatro-Danza, con la que ha producido, hasta la fecha, la trilogía de espectáculos: Esperando-T (2005), Vuela-T (2006) o Muere-T (2007), todos ellos dirigidos por Pep Ricart. Muere-t obtiene 9 nominaciones en distintas categorías en la última edición de los Premis de Teatres de la Generalidad Valenciana y otras 5 en los II Premis Abril de Teatre, de los cuales se alzó con los de Mejor Bailarina y Mejor Coreografía, para Cristina Fernández, y Mejor Espectáculo de Danza.
A renglón seguido, señalar sus trabajos cinematográficos, entre los que destacan las películas: Matar al ángel, de Daniel Múgica, con Yäel Barnatán, Miguel Hermoso Arnao y Antonio Dechent (2003); Cien maneras de acabar con el amor, de Vicente Pérez Herrero (2004), destacando en el resto del reparto Sergi Calleja, Rosana Pastor y Carmen Elías, y por cuya actuación fue candidata al Premio a la Mejor Interpretación Femenina de la Mostra Cinema Valencia; y A ras de suelo, telefilme de Carlos Pastor (2004), protagonizada por Rosana Pastor e Irene Montalà; Pressumptes Implicats, telefilme de Enric Folch junto a Xavi Mira y Pau Durá; La Torre de Babel, telefilme de Giovanna Ribes; o su primer trabajo en el extranjero, Through the night 'till morning del director croata Tomislav Radic.

## Filmografía

### Cine
- Ángeles caídos, de Gabi Ochoa (1997) –corto–.
- Una boda no es un buen comienzo, de Rafael Cardona (2001).[2]
- Matar al ángel, de Daniel Múgica (2003).
- Cuando haces pop, de Óscar Chirivella (2004) –corto–.
- A ras de suelo, de Carlos Pastor (2005).
- Cien maneras de acabar con el amor, de Vicente Pérez Herrero (2005).
- El síndrome de Svensson, de Kepa Sojo (2005).
- CIFESA, la antorcha de los éxitos, en proyecto (2006).[8]
- Lo que quiere el otro, de Miguel Perelló (2006).[9]
- Trought night 'till morning, de Tomislav Radic (2007).
- El amanecer de un sueño, de Freddy Mas Franqueza (2007).
- Mamá, ¿estás bien?, de Jordi Talens (2009) -corto-.
- Les sabatilles de Laura, de Óscar Bernàcer (2009) -corto-.

### Series de televisión
| Año       | Título                                     | Personaje                     | Cadena    | Datos        |
| --------- | ------------------------------------------ | ----------------------------- | --------- | ------------ |
| 1997      | A flor de pell                             |                               | Canal 9   | 1 episodio   |
| 1999      | Oniris, la reina de los sueños             |                               | Canal 9   | 1 episodio   |
| 2002      | Un paso adelante                           | Raquel                        | Antena 3  | 1 episodio   |
| 2002      | Policías, en el corazón de la calle        | Benazhir                      | Antena 3  | 6 episodios  |
| 2003      | Los Serrano                                | Virginia Sánchez López        | Telecinco | 1 episodio   |
| 2004      | El comisario                               | Sarah                         | Telecinco | 1 episodio   |
| 2004-2005 | Aquí no hay quien viva                     | Rosa                          | Antena 3  | 10 episodios |
| 2006      | Negocis de família                         | Glòria                        | Canal 9   |              |
| 2006      | En l'aire                                  | Yolanda                       | Canal 9   |              |
| 2006-2007 | Génesis: en la mente del asesino           | Fátima                        | Cuatro    | 9 episodios  |
| 2007      | Maniàtics                                  |                               | Canal 9   |              |
| 2007      | Quart                                      | Alicia Rocamora               | Antena 3  | 6 episodios  |
| 2007-2008 | Socarrats                                  | Carla                         | Canal 9   |              |
| 2007-2008 | Per Nadal, torrons!                        |                               | Canal 9   |              |
| 2008      | 700 euros, diario secreto de una call girl | Rocío                         | Antena 3  | 12 episodios |
| 2011      | Piratas                                    |                               | Telecinco | 1 episodio   |
| 2011      | Homicidios                                 | Teresa Sanz                   | Telecinco | 1 episodio   |
| 2018      | Servir y proteger                          | Mar                           | TVE       | 3 episodios  |
| 2018      | La Vall                                    | Laia Serra                    | À Punt    | 13 episodios |
| 2020-2021 | Benidorm                                   | Cándida "Candy" Moreno Asensi | Antena 3  | 8 episodios  |

Webseries
- ¡Tócate!, como Susana (2018)

Películas para televisión
- Ausiàs March, de Daniel Múgica (2002), biopic para Canal 9.
- Arroz y tartana, de José Antonio Escrivá (2003), miniserie para TVE.
- Las palabras de Vero, de Octavi Massia (2005), para Canal 9.
- Pressumptes implicats, de Enric Folch (2007), para Canal 9.
- La Torre de Babel, de Giovanna Ribes (2007), para Canal 9.
- Comida para gatos, de Carlos Pastor (2008), para Canal 9.
- Desátate, de Jesús Font (2009), para Canal 9.

## Teatro
- Joan, el Cendrós, de Carles Alberola y Roberto García; dirigida por Carles Alberola (1998).
- Lorca, mujer, dirigida por Jaime Pujol (1998).[2]
- Foc i canya, de Fernando Granell; dirigida por Juan Carlos Garés (1998).
- La balada de les bèsties, de Fernando Granell; dirigida por Salva Bolta (1999).
- Mejor desnudas, escrita y dirigida por Alejandro Jornet (1999).
- Ritmo & fuego, de Fernando Granell, Juanjo Benavent Esteve y Ferrán Benavent Miralles; dirigida por Fernando Granell (2000).
- Palabras en penumbra, de Gonzalo Suárez; dirigida por Carles Alberola (2001).
- A ras de cielo, de Juan Luis Mira; dirigida por Rafa Calatayud (2003).
- L’ amor de Fedra, de Sarah Kane; dirigida por Salva Bolta (2003).
- Els temps i els Conway, de J.B. Priestley; dirigida por Joan Peris (2004).
- Esperando–T, de Cristina Fernández; dirigida por Pep Ricart (2005).
- Vuela–T, de Cristina Fernández; dirigida por Pep Ricart (2005–2006).
- Muere–T, de Cristina Fernández; dirigida por Pep Ricart (2007).
- Aurora de Gollada, de Beth Escudé; dirigida por Josep Manel Casany (2008).
- Questi Fantasmi! (Estos fantasmas), de Eduardo De Filippo; dirigida por Juanjo Prats (2010).

## Premios
- VI Premi Tirant a la «Mejor Actriz Secundaria» por Arroz y tartana (2003).
- Candidata al Premio a la «Mejor Interpretación Femenina» en la XXV Mostra Valencia de Cinema del Mediterrani, por Cien maneras de acabar con el amor (2004).
- Candidata al Premio «Mejor bailarina» y «Mejor Vestuario» en la última edición de los Premios de Teatros de la Generalidad Valenciana.
- Candidata al Premio «Mejor Vestuario» en los II Premis Abril (2008).